# Hisashi Nogami
Hisashi Nogami (野上 恒 Nogami Hisashi?) (Yawata, 1971) es un diseñador y productor de videojuegos japonés que trabaja para Nintendo desde 1994. Es conocido por haber dirigido las series Animal Crossing y Splatoon.

## Biografía
Nogami nació en la localidad japonesa de Yawata, Kioto, en 1971. Desde pequeño mostró interés por el dibujo y en particular por el pixel art, lo que le llevó a participar en varios concursos de diseño. Después de completar la educación secundaria se matriculó en la Universidad de Arte de Osaka, con el objetivo de convertirse en diseñador de juegos, y obtuvo la licenciatura en 1994.

## Trayectoria
En 1994 fue contratado por el departamento de diseño de Nintendo y debutó como miembro del equipo de diseño de personajes en Super Mario World 2: Yoshi's Island. En 2001 asumió junto a Katsuya Eguchi la dirección de una nueva franquicia, Animal Crossing (2001), que consistía en un simulador de vida con animales antropomórficos. El título terminaría convirtiéndose en una de las sagas más rentables de la compañía, y Nogami se ocupó de dirigir también las secuelas Animal Crossing: Wild World (2005) y Animal Crossing: City Folk (2008). Posteriormente supervisó varios servicios interactivos de Wii, entre ellos Mii Channel.
En 2013 fue ascendido a director general de Nintendo EAD, convertido dos años más tarde en Nintendo EPD. Desde ese departamento impulsó el desarrollo de Splatoon (2015), una nueva licencia de videojuegos de disparos en tercera persona que suponía la primera aproximación de Nintendo al multijugador masivo en línea. Splatoon ayudó a relanzar las ventas de Wii U y se consolidó como franquicia tras el lanzamiento de Splatoon 2 para Nintendo Switch (2017).